# 나가오정 (가가와현)
나가오정(일본어: 長尾町)은 일본 가가와현 동부에 있던 정이며, 오카와군에 속했다.

## 역사
- 1890년 2월 15일 - 정촌제 시행에 수반해 합병전의 정역인 산가와군 나가오촌이 성립하였다.
- 1899년 4월 1일 - 오카와군에 소속되었다.
- 1915년 11월 10일 - 정으로 승격해 나가오정이 되었다.
- 1943년 9월 19일 - 규슈·서일본 일대에 집중 호우. 정내에는 나가오극장이 무너져도 인적 피해는 없었다.
- 1955년 4월 1일 - 오카와군 다와촌과 신설합병해, 새로운 나가오정이 성립하였다.
- 1956년 9월 16일 - 오카와군 조타촌과 신설합병해, 새로운 나가오정이 성립하였다.
- 2002년 4월 1일 - 오카와군 쓰다정, 오카와정, 시도정, 산가와정이 신설 합병해 사누키시가 성립하였다. 동일 나가오정은 폐지되었다.

## 교통

### 철도
- 다카마쓰코토히라 전기 철도

## 참고 문헌
- 角川日本地名大辞典編纂委員会, 『角川日本地名大辞典 43 香川県』, 1985, 角川書店